# Râul Oierii
Râul Oierii este un afluent al râului Valea Mare. 

## Hărți
- Harta Județului Brașov